# Pentaeritritol
Pentaeritritolul este un compus organic cu formula chimică C(CH2OH)4. Este un poliol ce conține 4 grupe hidroxilice și este un solid alb. Este utilizat în sinteza de materiale explozive, plastice, vopsele, cosmetice și alte produse.

## Obținere
Pentaeritritolul a fost raportat pentru prima dată în anul 1891 de către chimistul german Bernhard Tollens și studentul său P. Wigand. Acesta poate fi preparat în urma unei reacții de adiție multiplă, catalizată în mediu bazic, ce are loc între acetaldehidă și 3 echivalenți de formaldehidă, etapă ce este urmată de o reacție Cannizzaro cu un echivalent de formaldehidă: